# Саръагашки район
Саръагашки район (на казахски: Сарыағаш ауданы) е съставна част на Туркестанска област, Казахстан.
Има обща площ 4124 км2 и население 190 680 души (по приблизителна оценка към 1 януари 2020 г.). Административен център е град Саръагаш.